# جيم ويست (ملحن)
جيم ويست هو ملحن كندي، ولد في 18 ديسمبر 1953 في تورونتو في كندا.

## وصلات خارجية
- الموقع الرسمي
- جيم ويست على موقع IMDb (الإنجليزية)
- جيم ويست على موقع ميوزك برينز (الإنجليزية)
- جيم ويست على موقع ديسكوغز (الإنجليزية)
- جيم ويست على موقع قاعدة بيانات الفيلم (الإنجليزية)